# Tomohiro Tsuda
Tomohiro Tsuda (japanisch 津田 知宏 Tsuda Tomohiro; * 6. Mai 1986 in Kakamigahara, Präfektur Gifu) ist ein japanischer Fußballspieler.

## Karriere
Tomohiro Tsuda erlernte das Fußballspielen in der Jugendmannschaft von Nagoya Grampus Eight. Seinen ersten Vertrag unterschrieb er 2005 bei Nagoya Grampus Eight (heute: Nagoya Grampus). Der Verein spielte in der höchsten Liga des Landes, der J1 League. 2009 erreichte er das Finale des Kaiserpokal. Für den Verein absolvierte er 46 Erstligaspiele. 2010 wechselte er zum Zweitligisten Tokushima Vortis. Am Ende der Saison 2013 stieg der Verein in die erste Liga auf. Am Ende der Saison 2014 stieg der Verein wieder in die zweite Liga ab. Für den Verein absolvierte er 185 Ligaspiele. 2016 wechselte er nach Yokohama zum Ligakonkurrenten Yokohama FC. Für den Verein absolvierte er 51 Ligaspiele. 2018 wechselte er zum Drittligisten AC Nagano Parceiro. Für den Verein absolvierte er 33 Ligaspiele. Nach zwei Jahren wechselte er im März 2020 zum Viertligisten FC Maruyasu Okazaki nach Okazaki. Für den Viertligisten stand er achtmal auf dem Spielfeld. Nach einem Jahr ging er im März 2021 zu Wyvern Kariya. Mit dem Verein spielt er in der Regionalliga. 

## Erfolge
Nagoya Grampus
- Kaiserpokal

Finalist: 2009